# Kadri Keung
Kadri Keung (nascida no século XX, na China) é uma designer de moda chinesa. Em 2022, foi reconhecida como uma das 100 mulheres mais inspiradoras do mundo pela BBC.

## Trabalho e ativismo
Kadri Keung é graduada em design de moda. Em 2018, criou a marca de moda Rhys Company, juntamente com sua mãe, Ophelia Keung, que ja trabalhava no setor há mais de 30 anos. Esta marca desenha roupas para pessoas gordas e para pessoas com alguma deficiência. Kadri percebeu a dificuldade de encontrar roupas "fora do padrão" quando teve de cuidar de sua avó, Kadri.
A empresa que Kadri criou, já treinou e empregou 90 mulheres desfavorecidas ou com deficiência. Em 2019, ela ganhou o AFA Asia Design Award. Por meio de seminários e workshops, a empresa tem promovido o conceito de vestuário adaptável, como camisas com botões descontínuos ou sapatos assimétricos.
Em 2022, Kadri Keung fundou a marca Boundless, que fabrica roupas funcionais da moda.

## Reconhecimento
Em 2022, Kadri Keung foi reconhecida como uma das 100 mulheres mais inspiradoras do mundo pela BBC.